# 29 Tonight
『29 Tonight』（-トゥナイト）は、日本の歌手・Soweluの6枚目のオリジナル・アルバム。2012年5月30日発売。発売元はrhythm zone。

## 解説
当時29歳だった彼女のストーリーを軸に曲を展開。発売月に活動休止を発表（2015年活動再開）。オリジナル・アルバムとしては最後の作品となった。

## 収録曲

### CD
1. Introduction ～19:32～
2. ありきたりの夜
3. The Final Pride
4. ミルク Interlude ～22:22～
5. Misty
6. Interlude ～23:56～
7. 29 Tonight
8. happy birthday
9. タイムカプセルの丘
10. Ex-Love.
11. Oh my memories feat.toshinori YONEKURA
12. Interlude ～2:00～
13. 雨粒のBirthday
14. Interlude ～2:20～
15. Present

### DVD
1. 29 Tonight Music Video
2. Sowelu ワンマンLIVE 2011 Love & I.～恋愛遍歴～ Live Video
3. レコーディングドキュメント映像